# Ignacio Agustín Rodríguez
Ignacio Agustín Rodríguez (Guernica, Argentina; 22 de febrero de 2002) es un futbolista argentino. Juega de Mediocampista y su equipo actual es el Racing Club de la Primera División de Argentina .

## Trayectoria
Oriundo de Guernica y surgido de las inferiores de Banfield, debutó en el primer equipo el 6 de abril de 2021 en el empate 2-2 ante Estudiantes (LP).
El 25 de septiembre de 2023, marcó su primer gol profesional en el empate 1-1 contra River Plate por la Copa de la Liga.
En enero de 2025 llegó a Racing Club por 600 mil dólares, firmando hasta 2028. El 27 de febrero del mismo año ganaría la Recopa Sudamericana, tras vencer a Botafogo por un global de 4-0.

## Estadísticas
Actualizado al último partido disputado el 3 de diciembre de 2023.
| Club               | Div.          | Temporada     | Liga  | Liga  | Copas nacionales | Copas nacionales | Copas internacionales | Copas internacionales | Total | Total |
| Club               | Div.          | Temporada     | Part. | Goles | Part.            | Goles            | Part.                 | Goles                 | Part. | Goles |
| ------------------ | ------------- | ------------- | ----- | ----- | ---------------- | ---------------- | --------------------- | --------------------- | ----- | ----- |
| Banfield Argentina | 1.ª           | 2021          | 0     | 0     | 2                | 0                | —                     | —                     | 2     | 0     |
| Banfield Argentina | 1.ª           | 2022          | 5     | 0     | 0                | 0                | 0                     | 0                     | 5     | 0     |
| Banfield Argentina | 1.ª           | 2023          | 18    | 0     | 15               | 1                | —                     | —                     | 33    | 1     |
| Banfield Argentina | Total club    | Total club    | 23    | 0     | 17               | 1                | 0                     | 0                     | 40    | 1     |
| Total carrera      | Total carrera | Total carrera | 23    | 0     | 17               | 1                | 0                     | 0                     | 40    | 1     |

## Palmarés

### Torneos internacionales
| Título              | Equipo      | Sede           | Año  |
| ------------------- | ----------- | -------------- | ---- |
| Recopa Sudamericana | Racing Club | Rio de Janeiro | 2025 |